# Politique en Zambie
La Zambie est une république multipartite à régime présidentiel, où le président est à la fois chef de l'État et chef du gouvernement. Le pouvoir exécutif est aux mains du gouvernement tandis que le pouvoir législatif est partagé entre le gouvernement et le parlement. Ancienne Rhodésie du Nord, la Zambie devint une république au moment de son indépendance en octobre 1964.

## Histoire politique
La Zambie fut un État monopartite jusqu’en août 1991, selon un système désigné de démocratie participative monopartite. La constitution promulguée le 25 août 1973, qui remplaçait celle issue de l’indépendance en 1964, assurait un pouvoir présidentiel fort. La politique nationale était dominée par le Parti unifié pour l’indépendance nationale, seul parti légal. Le gouvernement était chargé de mettre en œuvre la politique du comité central du parti. Le seul candidat à l’élection présidentielle était choisi par la conférence générale du parti. Le secrétaire général occupait la seconde place dans la hiérarchie du pays.
En décembre 1990, à la fin d’une année tourmentée qui vit de nombreuses émeutes dans la capitale ainsi qu’une tentative de coup d’État, le président Kenneth Kaunda accepta de mettre fin au monopole du PUIN. Une nouvelle constitution entra en vigueur en août 1991, qui porta le nombre de députés de 136 à 158, créa une commission électorale et autorisa plusieurs candidats à se présenter à la présidentielle.

## Pouvoir exécutif
| Fonction                             | Nom                | Parti                                       | Dates        |
| ------------------------------------ | ------------------ | ------------------------------------------- | ------------ |
| Président de la république de Zambie | Hakainde Hichilema | Parti unifié pour le développement national | 24 août 2021 |
| Vice-présidente de la République     | Mutale Nalumango   | Parti unifié pour le développement national | 24 août 2021 |

## Pouvoir législatif
Le parlement monocaméral de Zambie est l'Assemblée nationale. Il compte 167 membres, dont 156 élus directement dans les circonscriptions au scrutin uninominal majoritaire à un tour. Les 9 membres restants sont nommés par le président et le vice-président obtient également un siège. Tous les parlementaires sont en poste pour un mandat de cinq ans.

## Pouvoir judiciaire
La Cour suprême est la plus haute instance de recours. Aux échelons inférieurs se trouvent la haute cour, les juges de paix et les tribunaux locaux.